# Дідусь та онучок
Дідусь та онучок (рос. Дедушка и внучек) — радянський мальований мультфільм 1950 року, одна з популярних мультісторій режисера Олександра Іванова.

## Сюжет
Настала зима, і все навколо покрилося снігом: така благодать для ігор, пустощів та занять спортом, а Мишка спить! Лисеня, Зайченя та Білочка вирішили розбудити свого друга від зимової сплячки. Нарешті, це їм з великими труднощами вдається, і Мишка вибирається на ковзанку. Незважаючи на те, що дідусеві його зимові ігри не сподобаються, ведмежа все ж ризикнув встати на ковзани і швидко втягнувся в життя лісової спортивної школи. А коли настав день показових виступів юних фігуристів, дід все-таки встав…

## Український дубляж
Українською мовою мультфільм дубльовано студією «Так Треба Продакшн» у 2005 році. Ролі дублювали: Віталій Дорошенко, Анатолій Пашнін, Олег Стальчук, Володимир Терещук, Юрій Ребрик і Олена Бліннікова.